# Prinsegracht

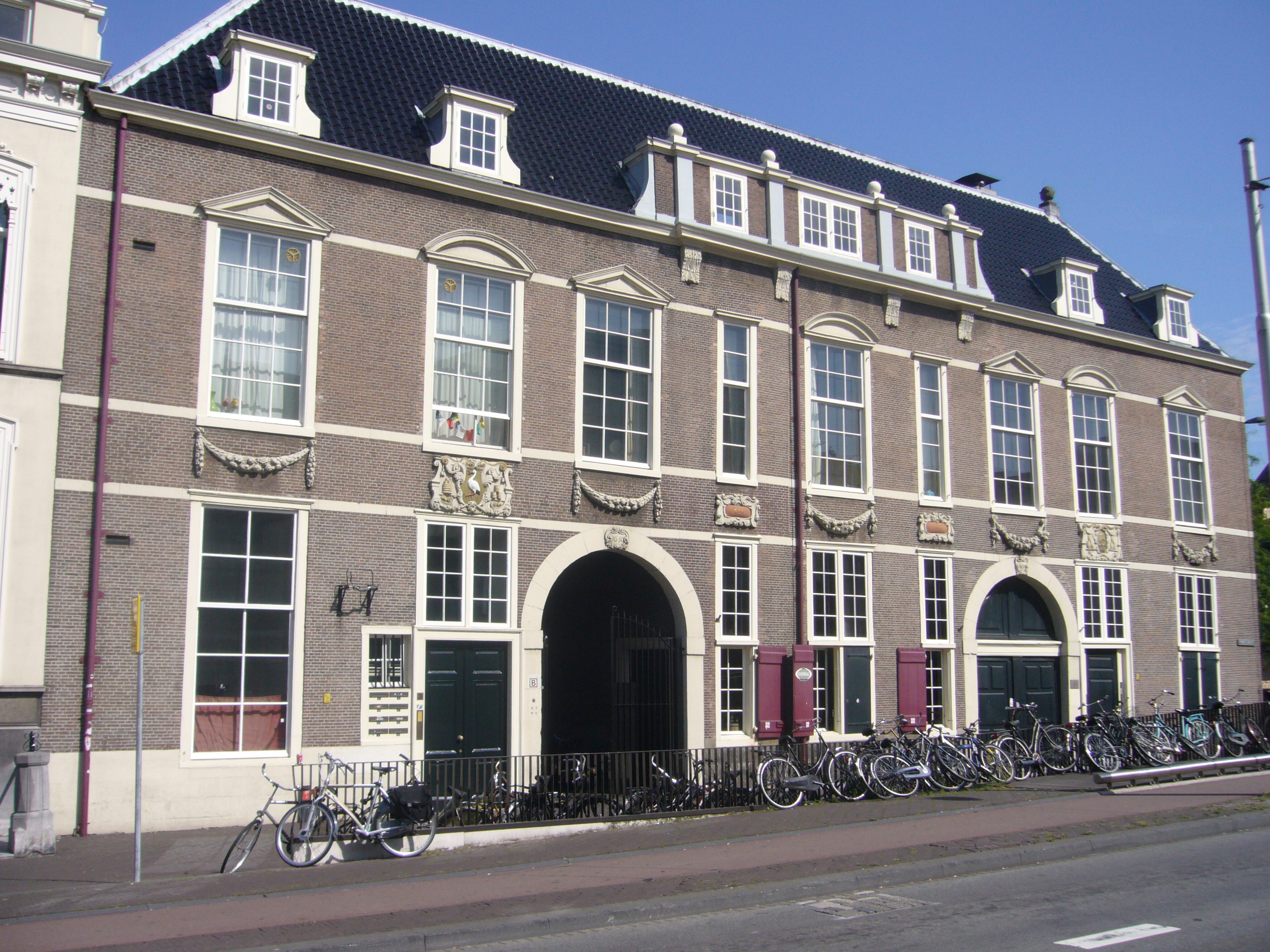
Boterhuis (1650) en Boterwaag (1681)

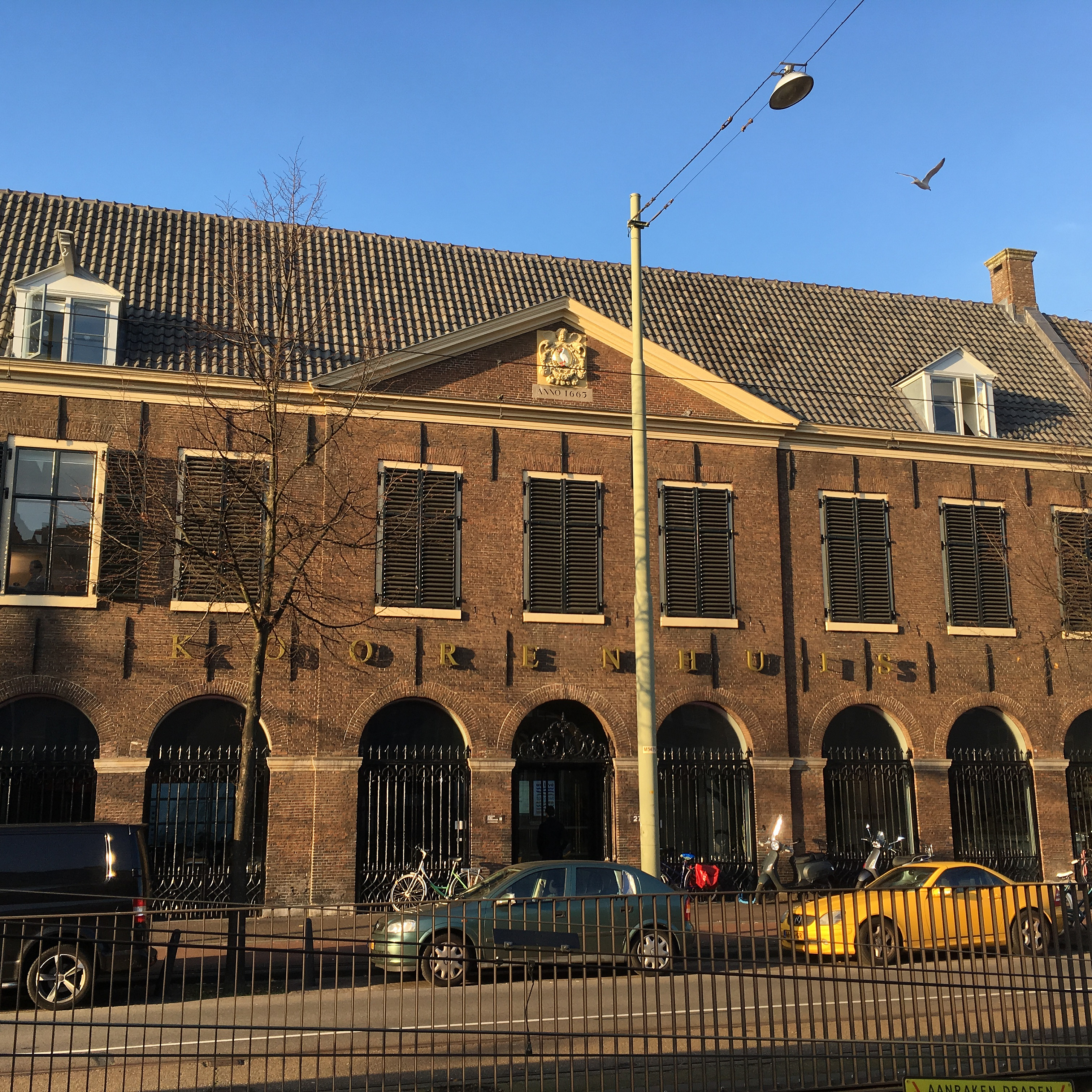
Koorenhuis (1662)

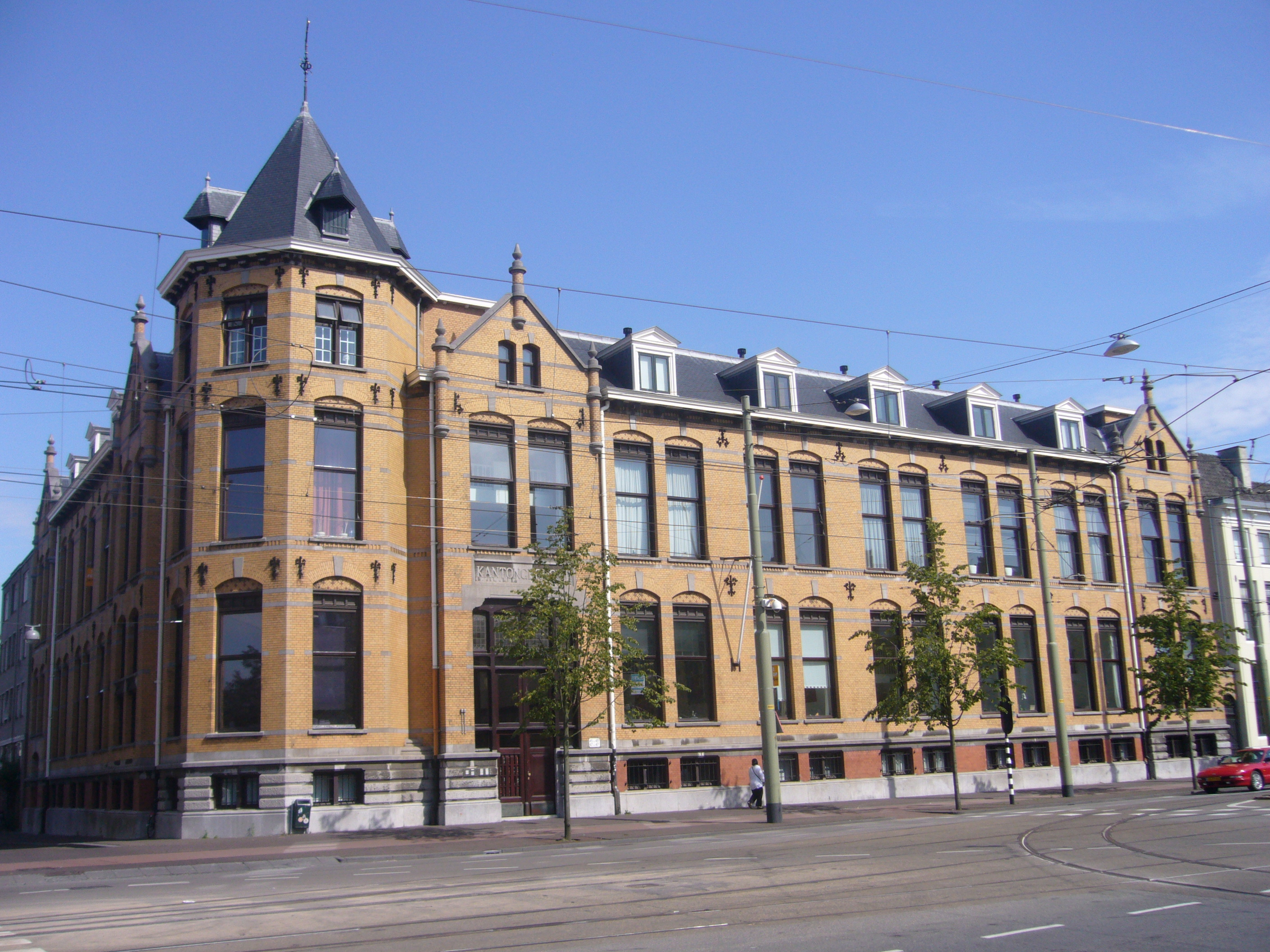
Voormalig kantongerecht, in 1909 gebouwd door architect W.C. Metzelaar, nu appartementen

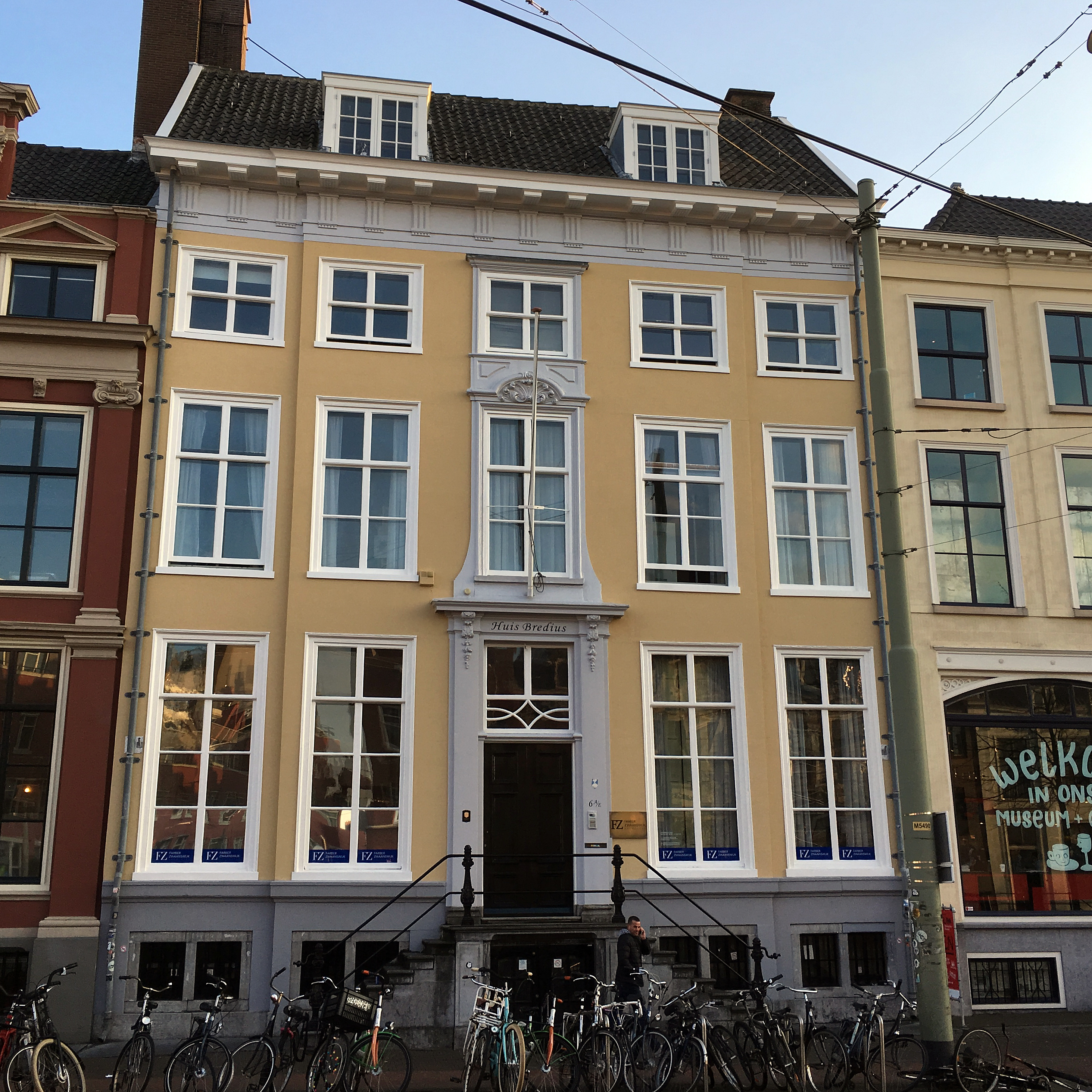
Prinsegracht 6: Huis Bredius (1652)

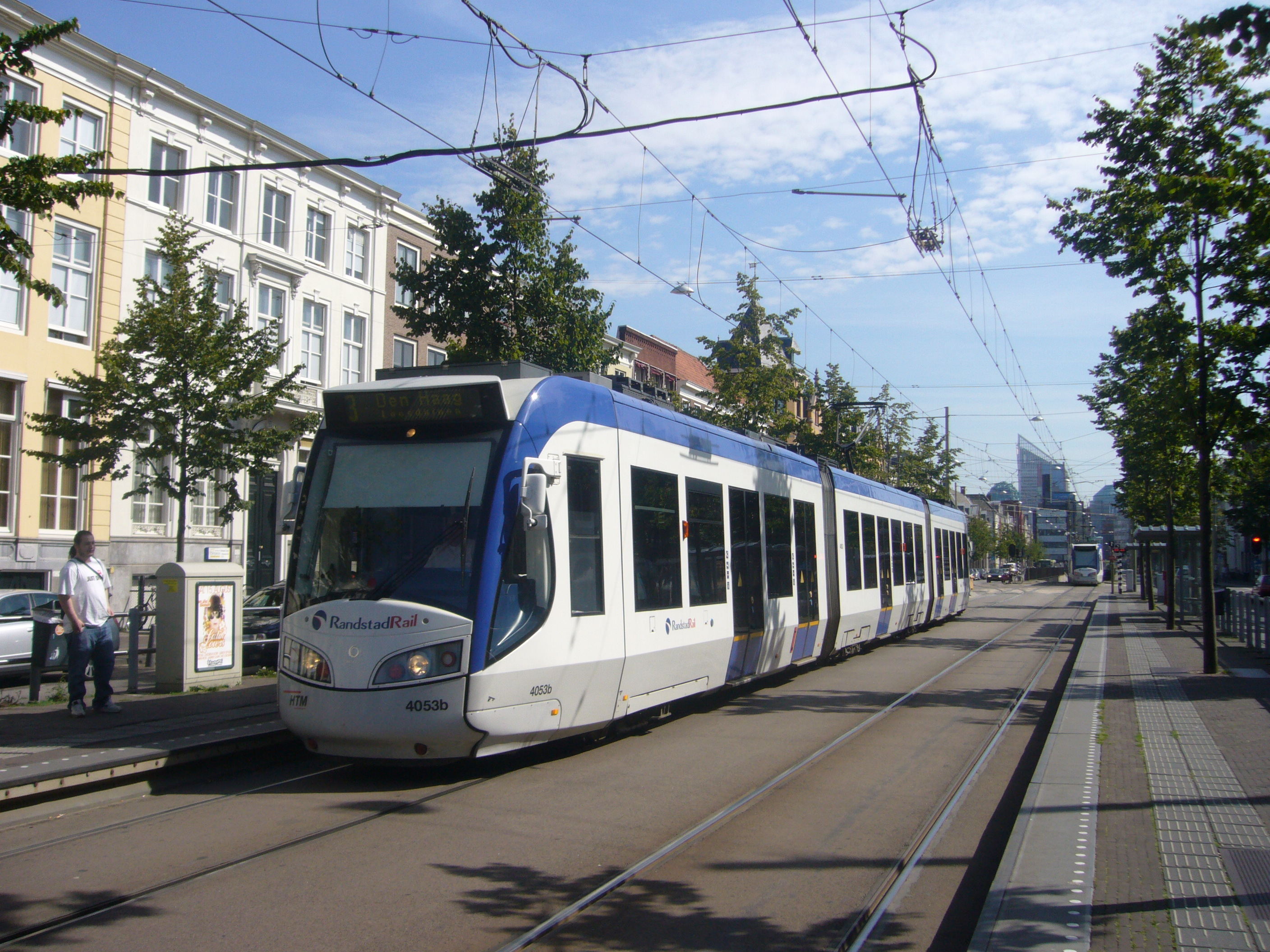
Randstad Rail

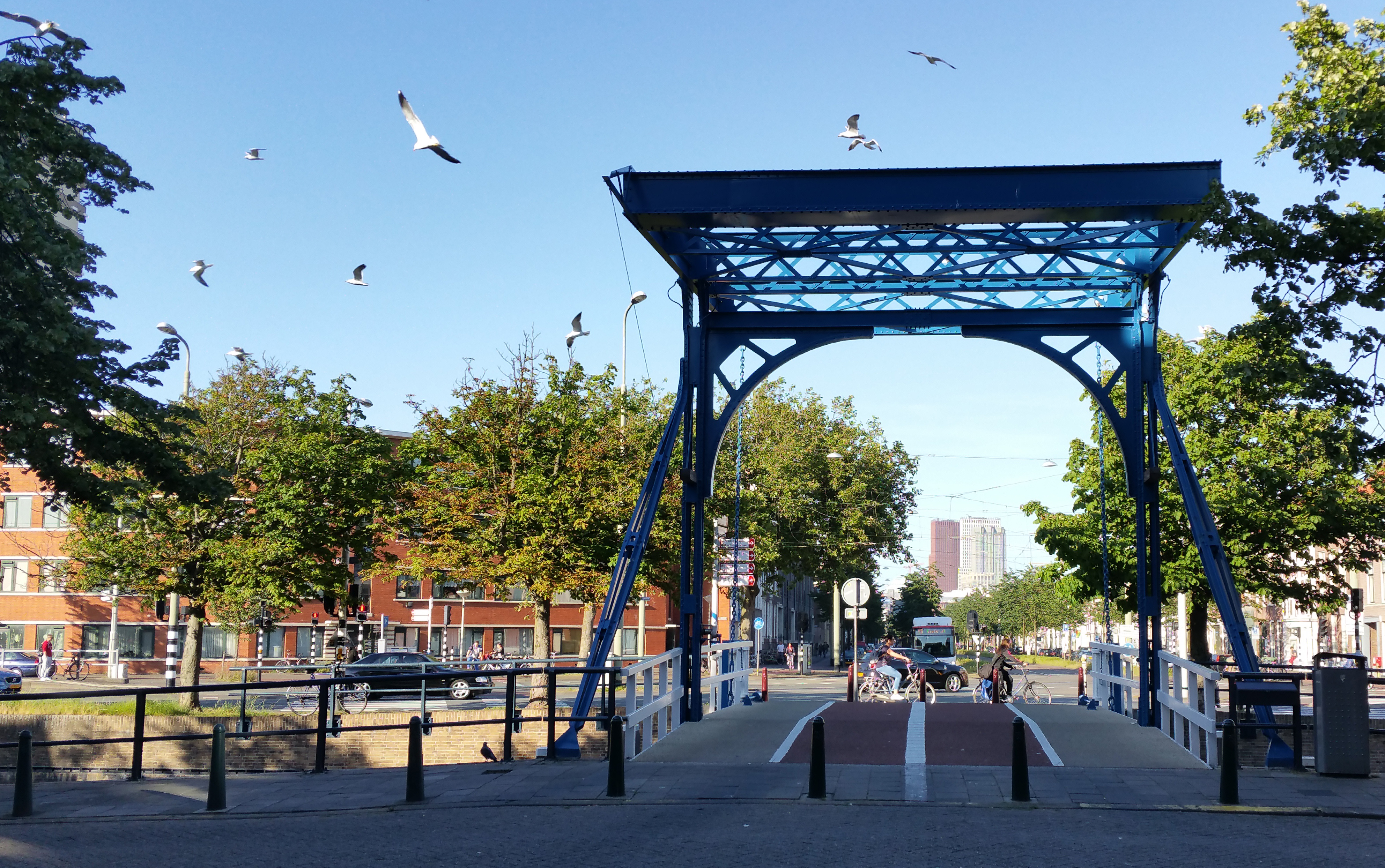
De brug die van de Schilderswijk naar de Prinsegracht leidt.

De Prinsegracht is een brede straat in Den Haag, in het verlengde van de Grote Marktstraat.
In de 17e eeuw hadden steden die stadsmuren hadden vaak ruimtegebrek, want er was welvaart en de bevolking groeide snel. Lege plekken werden volgebouwd en huizen werden kleiner. Den Haag had geen stadsmuren, alleen singels. Het centrum was klein, maar er was voldoende ruimte voor ruime stadshuizen. Welgestelden hadden daarbij nog een landgoed buiten de stad om de drukte en stank te ontvluchten.

## 17e eeuw
Waar nu de Grote Markt is, was vroeger een klooster. Dit was tijdens de Tachtigjarige Oorlog geruïneerd. In 1614 kwam er een marktterrein, want de markt bij het oude stadhuis aan de Dagelijkse Groenmarkt was te klein geworden. Het werd de Grote Markt genoemd. Rond 1640 werd vanaf de West Buitensingel (nu Zoutkeetsingel) in het verlengde van de Grote Markt richting Westland een nieuwe gracht gegraven, de Nieuwe Prinsegracht. Door de aanleg van de Prinsegracht kon de aanvoer van groenten uit het Westland tot aan de markt worden gebracht.
Het bestuur van Den Haag besloot dat er huizen moesten komen van minimaal vijf ramen breed (een voordeur en vier ramen). Een tiental welgestelde burgers bouwde al snel een huis langs het begin van de gracht, maar omdat de gracht de stad uitliep, was verderop de locatie niet zo populair. De breedte-eis verviel. Later werd de naam veranderd van Nieuwe Prinsegracht in Prinsegracht.
Aan deze voormalige gracht staan nog enkele gebouwen uit de 17e eeuw. Op de hoek met de Grote Marktstraat staat aan de westelijke kant de Boterwaag uit 1681, nu een Grand Café, daarnaast het Boterhuis uit 1650. Dat gebouw 'hangt' aan het in 1645 gebouwde huis ernaast op nummer 5, Luchtenburch, waarvan de fundamenten door het veen heen op de onderliggende zandgronden rust. Een paar huizen verderop is het oude pand van de Van Stockum's Veiling op nummer 15, voorheen het grachtenhuis van de familie Dedel waar vanaf 2019 het Design Museum Dedel is gevestigd. Op nummer 27 is het Koorenhuis uit 1662 en op nummer 45 het voormalige kantongerecht. Bijna aan het einde van de Prinsegracht is het Hofje van Nieuwkoop. Het midden-17e-eeuwse patriciërshuis op nummer 4, met in de gevel drie boven elkaar gelegen pilasterorden onder een driehoekig fronton, is stilistisch een laat voorbeeld van vroeg-Hollands classicisme. Onder de bewoners van het huis bevonden zich de ouders van Louis Couperus en aartsbisschop Giacomo Cattani, apostolisch internuntius. Het huis op nummer 6 huisvestte van 1922 tot 1985 het Museum Bredius. Kunstkenner en schilderijenverzamelaar dr. Abraham Bredius bewoonde lange tijd zelf gelijktijdig het pand. Hij organiseerde er uitvoeringen waarbij onder meer Willem Mengelberg en Richard Strauss te gast waren. Het huis dateert van 1652, toen de Haagse burgemeester Pieter Jansz. Splinter opdracht gaf voor de bouw. Het heeft een Lodewijk XIV-stijl gevel en interieurs in Lodewijk XIV-stijl. Midden jaren tachtig van de 20e eeuw werd het opgesplitst en verbouwd tot appartementen.

## 18e eeuw
In de eerste honderd jaar werd de gracht volgebouwd tot het Hofje van Nieuwkoop. Er kwamen wat smallere huizen maar de welvaart sloeg nogmaals toe en na 1725 werden weer panden neergezet van vijf en soms zeven ramen breed.
Over het water waren enkele boogbruggen, langs het water stonden bomen die bij de aanleg al waren geplant en nu dus een eeuw oud waren, het geheel was zeer indrukwekkend. Enkele gevels werden gemoderniseerd.
Uit 1730 dateert het huis op nummer 75, waar in 1793 luitenant-admiraal Johan Zoutman overleed. De vaak bespotte “held van de Slag bij de Doggersbank (1781)” was zelden op het water te vinden, omdat hij meestal thuis met jicht op bed lag. In de gevel herdenkt een sobere stenen plaquette de admiraal.

## 20e eeuw
In het begin van de 20e eeuw werd de gracht gedempt, omdat al het afval in de grachten zorgde voor vervuiling en ziektes. Om die reden waren diverse grachten reeds gedempt. Bovendien was er ruimte nodig voor het toenemende verkeer. Er kwam meer verkeer en trams van lijn 10 verschenen; deze lijn kreeg een grote keerlus bij de Brouwersgracht en reed via de smalle Blekerslaan heen en via de smalle Warmoezierstraat terug. Want de Lijnbaan werd pas in 1938 verbreed, zodat daar trams  konden rijden. Sinds 1880 reed de paardentram door de Assendelftstraat en stak via de Varkenmarkt de Prinsegracht over naar en van de Boekhorststraat / Lange Beestenmarkt, en reed via de Koningstraat en Oranjeplein naar Station Hollands Spoor. Vanaf 1906 werd dit de elektrische lijn 2. In 1937 werd deze lijn 2 opgeheven. Vanaf 1920 werd het deel tussen Brouwersgracht en Grote Markt langzamerhand marktterrein. Eerst verkocht men er (wat men toen noemde) exotische vruchten zoals bananen. Later allerlei waren, van groente, vlees en vis tot tweede hands artikelen. De tram werd later doorgetrokken over de hele Prinsegracht. Diverse lijnen en steeds meer auto's reden bijna letterlijk door de marktkramen. O.a. vanwege deze gevaarlijke situaties en de onmogelijkheid om de markt uit te breiden verhuisde de markt op 16 mei 1938 naar de Herman Costerstraat. In 1967/8 volgde de aanleg voor een vrije baan voor tram en bus met aan beide zijden een tweebaansweg. Deze situatie werd weer veranderd met de aanleg van de Haagse tramtunnel.
Het voormalig “Magazijn Hollandia” uit 1908 op nummer 42, werd gebouwd als bedrijfspand in art nouveaustijl voor een grootwinkelbedrijf in dames- en herenconfectie, manufacturen, schoenen en meubelen. Het pand kenmerkt zich door de zichtbaar gelaten ijzerconstructie en het gebruik van natuursteen, met grote glasvlakken in de gevel. De aanwezige vergulde geometrische versieringen zijn geïnspireerd op de Weense Sezession. Nadat in de 20e eeuw lange tijd Dagblad Het Binnenhof in het pand gevestigd was, werd het eerst gekraakt (K81)en daarna in 1987-1988 verbouwd tot HAT-eenheden. Op nummer 12 is sinds begin jaren zeventig het poppodium Paard van Troje gevestigd in voormalig meisjespensionaat Angela. De bouwgeschiedenis van dit aan het eind van de 20e eeuw ingrijpend verbouwde pand, dat achter een 18e-eeuwse gevel schuilgaat, gaat echter terug tot het midden van de 17e eeuw. In het pand op nummer 48/50 was oorspronkelijk het gemeentelijk laboratorium gevestigd. Het werd gebouwd in 1910 als typische overheidsarchitectuur, naar een neorenaissance ontwerp van Adam Schadee (1862-1937), stadsarchitect van Den Haag. Het pand werd eind jaren tachtig van de 20e eeuw verbouwd tot appartementen.Op de gevel is een rode leeuw te zien. Die is afkomstig van de voormalige brouwerij die aan de overkant van de Brouwersgracht gevestigd was.

## 21e eeuw
De Haagse tramtunnel, geopend in 2004, komt ter hoogte van het Koorenhuis weer bovengronds. Er zijn al bijna 20 jaar plannen om de tunnel door te trekken en erboven een ondiepe gracht te maken om de oude luister te herstellen. Dit plan is nog niet van tafel. Zodra het Rijk geld beschikbaar stelt om de lijnen 2, 3 en 4 ondergronds door te trekken zou op de tunnel de gracht kunnen worden hersteld. Diverse lokale partijen hadden  het plan van de herstelde Prinsegracht in hun verkiezingsprogramma staan (gemeenteraadsverkiezingen 2022). De gracht zou dan niet ondiep worden (zoals eerst de bedoeling was), maar bevaarbaar en kan aansluiting krijgen met de Singelgracht bij de Lijnbaan en de Zuidwal. Ook de Brouwersgracht zou kunnen worden hersteld.
Aan de Prinsegracht nummer 8 was het Humanity House gevestigd, een kenniscentrum voor humanitaire hulp en oorlogsrecht. De restauratie van het pand is medegefinancierd door het Europees Fonds voor Regionale Ontwikkeling. De officiële opening werd op 9 december 2010 verricht door Prinses Margriet.. Op 1 november 2020 heeft het Humanity House de deuren moeten sluiten.

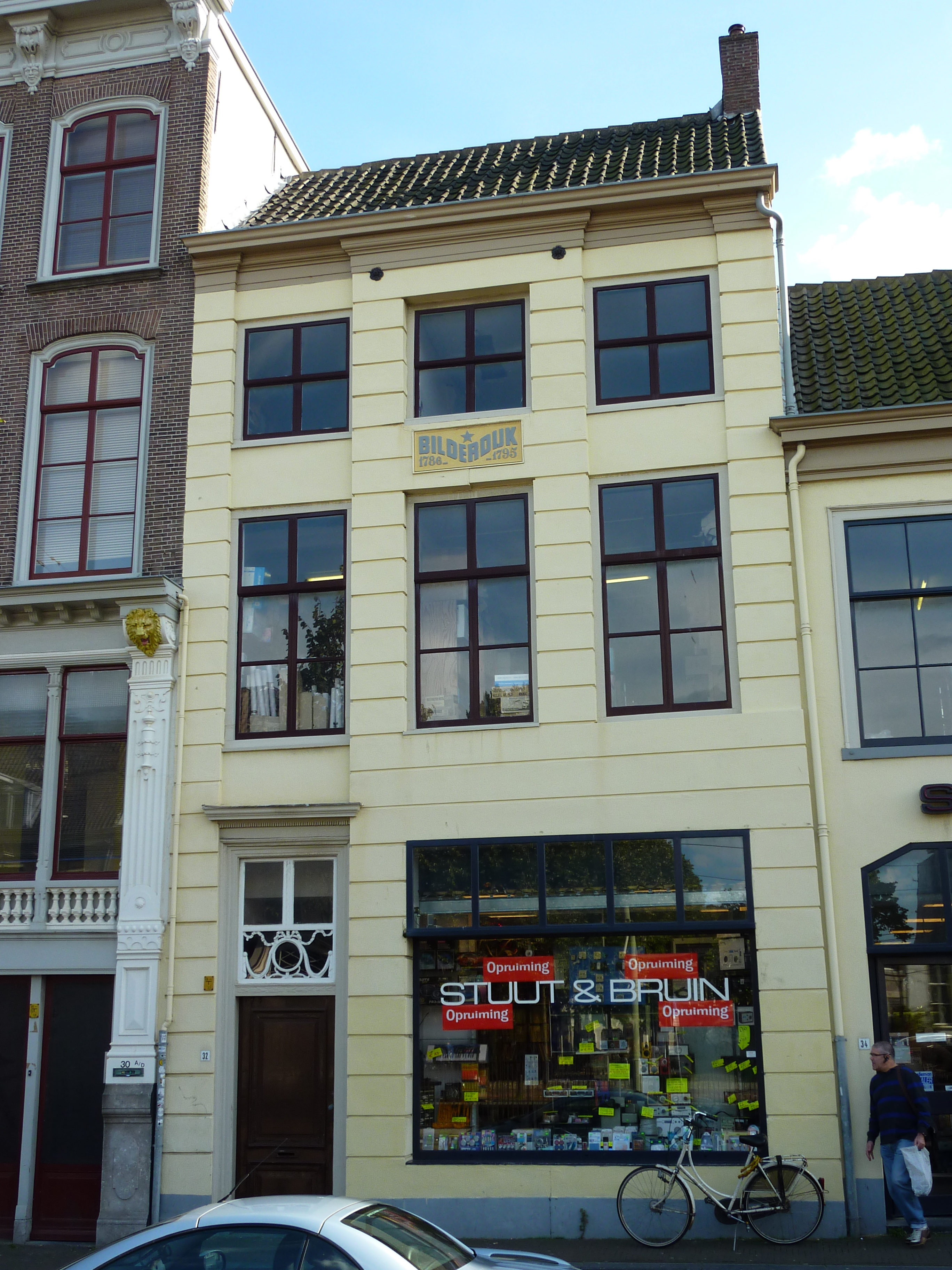
Nr 32: Huis met Lodewijk XVI-stijl gevel, waar Willem Bilderdijk woonde tussen 1786 en 1795

## Bekende bewoners
Nr 32: Willem Bilderdijk woonde hier van 1786 tot 1795.